# Upanayana
Upanayana is een hindoeïstische inwijdingsrite die de acceptatie van een student door een leraar (acharya) markeert. Het ritueel is voorbehouden aan de drie hoogste varna's. Het is een van de belangrijkste samskara-overgangsrituelen en geldt als een tweede geboorte, zodat iemand na de ceremonie een tweemaal-geborene (dvija) is.
Met deze ceremonie wordt het offerkoord (yagnyopavita) verkregen en het recht om onderwezen te worden in de Veda's en de vedische recitatie. Pas na de upanayana dient de dharma gevolgd te worden.
Uit de vroegste Upanishads, de Brihadaranyaka-Upanishad en de Chandogya-Upanishad, komt een beeld naar voren dat de upanayana aanvankelijk beperkt was tot het benaderen van een leraar door een aanstaande leerling (brahmacarin) met de woorden ik kom naar jou. De ceremonie waarbij samidh (brandstof voor het heilige vuur) meegebracht moest worden door de aanstaande leerling zou een latere ontwikkeling zijn geweest, rond de tijd van de Grihyasoetra's. Het wordt ook genoemd in de Dharmasoetra's, maar het heilige koord wordt pas genoemd vanaf de Dharmasoetra's van Baudhayana en Vasishtha. Het concept tweemaal-geborene zou pas na Patanjali zijn ontstaan.:140-155
Uit wat nog bekend is uit de Harīta Dharmasoetra komt naar voren dat ook vrouwen de upanayana ondergaan en de Gobhila-Gṛihyasoetra heeft het over vrouwen die het heilige koord dragen, wat impliceert dat zij de upanayana hebben ondergaan.:293-295